# Хіміч Георгій Сергійович
Хіміч Георгій Сергійович (21 січня 1949 рік, м.Першотравенськ Баранівський район) – український письменник, журналіст.

## Біографія
Народився 21 січня 1949 року в містечку Першотравенську Баранівського району. Вищу філологічну та журналістську освіту отримав у Києві. Завідував літчастиною закарпатського муздрамтеатру. Багато років працював редактором газети «Лесин край» та однойменного видавництва у Новограді-Волинському.
Член Національної спілки журналістів, заслужений журналіст України. Член Національної спілки письменників України.

## Творчість
Автор книжок для дітей «Окрайчик» (1982), «Чому небо зоряне» (1985); у незалежницькі роки видав книжки «Песик та його місячні друзі», «Місячкові отари», «Чомчомунчикові казки». Поставлено його п'єсу для дітей «Сонячний птах» (2002).

## Джерело
- Письменники Житомирщини. Книга 1. — видавець ПП Пасічник М. П., 2010 р.- 428 с. - ISBN 978-966-2936-48-3[1]